# Marie Alexandre Lucien Coudray
Pour les articles homonymes, voir Coudray.
Marie Alexandre Lucien Coudray, né à Paris le 21 février 1864 et mort à Seyssel le 22 mai 1930, est un sculpteur et médailleur français.

## Biographie
En 1882, Marie Alexandre Lucien Coudray entre à l'École nationale supérieure des beaux-arts de Paris, où il est l'élève d'Auguste Dumont, Gabriel-Jules Thomas, Henri Émile Allouard et d'Hubert Ponscarme.
Il obtient le premier grand prix de Rome en gravure de médaille et pierre fine en 1893 pour son œuvre Orphée endort Cerbère aux sons de sa lyre, et une médaille d'argent à l'Exposition universelle de 1900.
Ses médailles sont signées « L.Coudray ».

Œuvres de Marie Alexandre Lucien Coudray
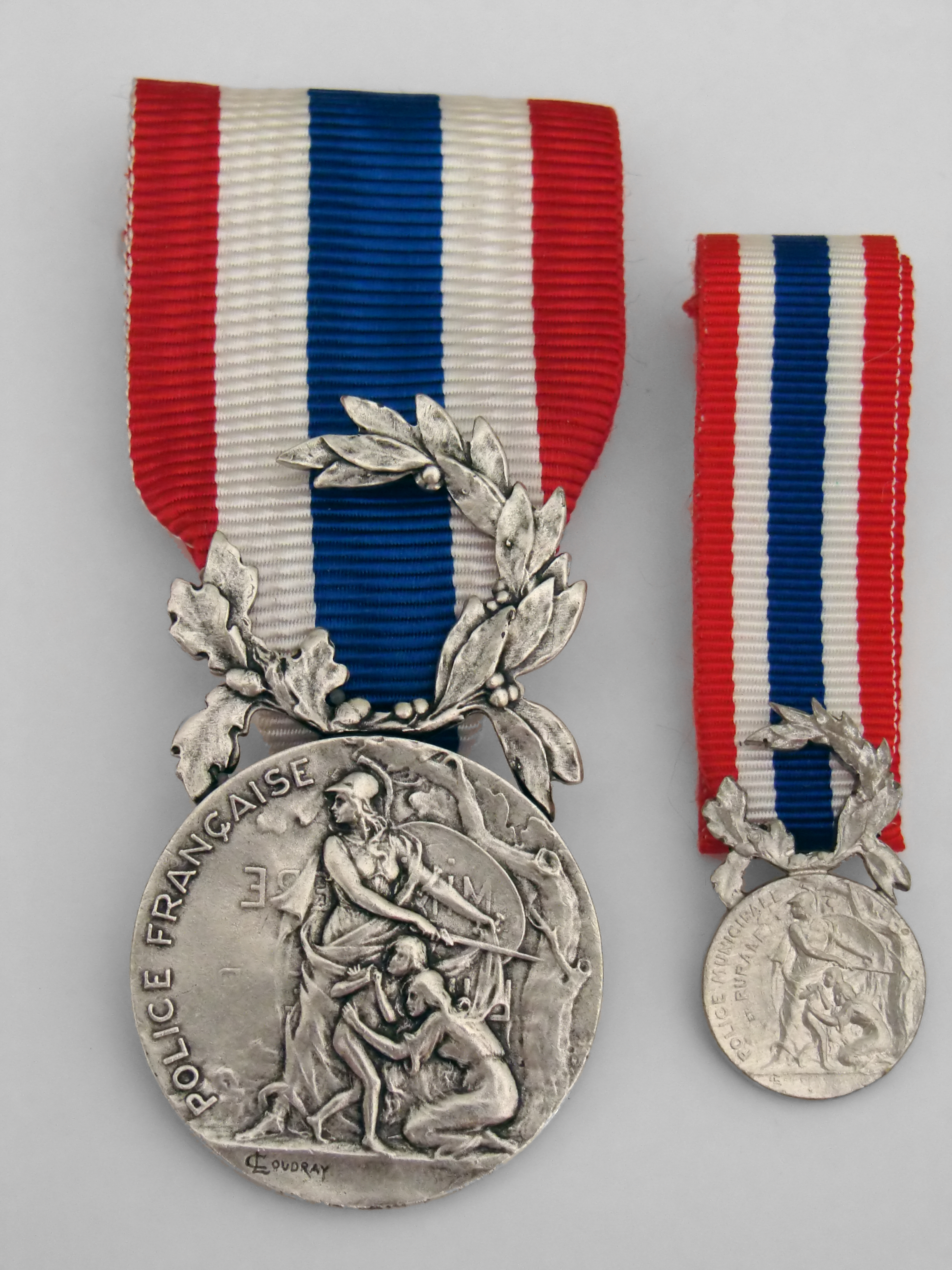
Médaille d'honneur de la Police française.
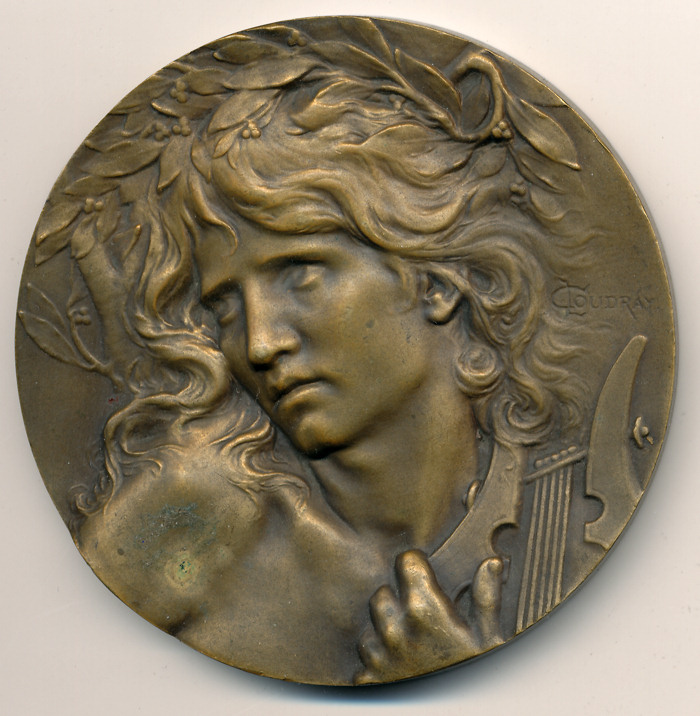
Orphée endort Cerbère aux sons de sa lyre, médaille en bronze, 68 mm, grand prix de Rome de 1893. Avers.
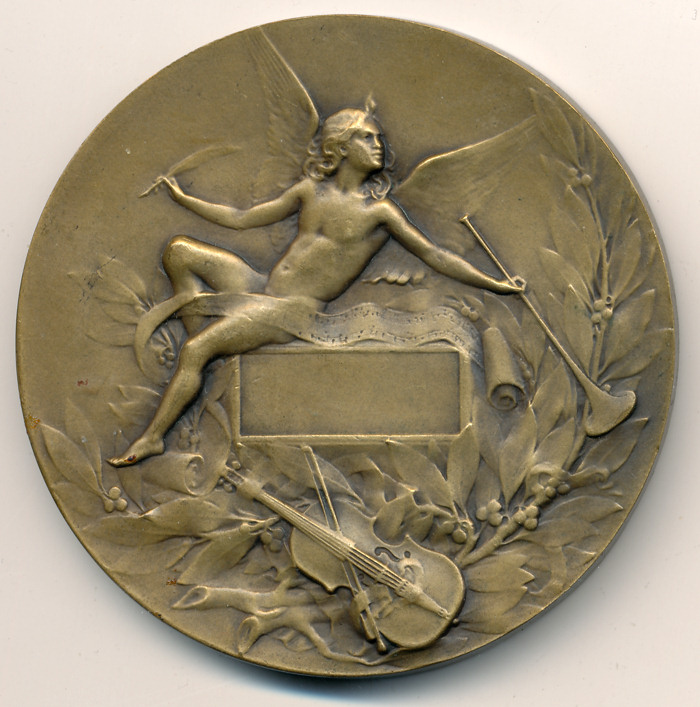
Orphée endort Cerbère aux sons de sa lyre, médaille en bronze, 68 mm, grand prix de Rome de 1893. Revers.
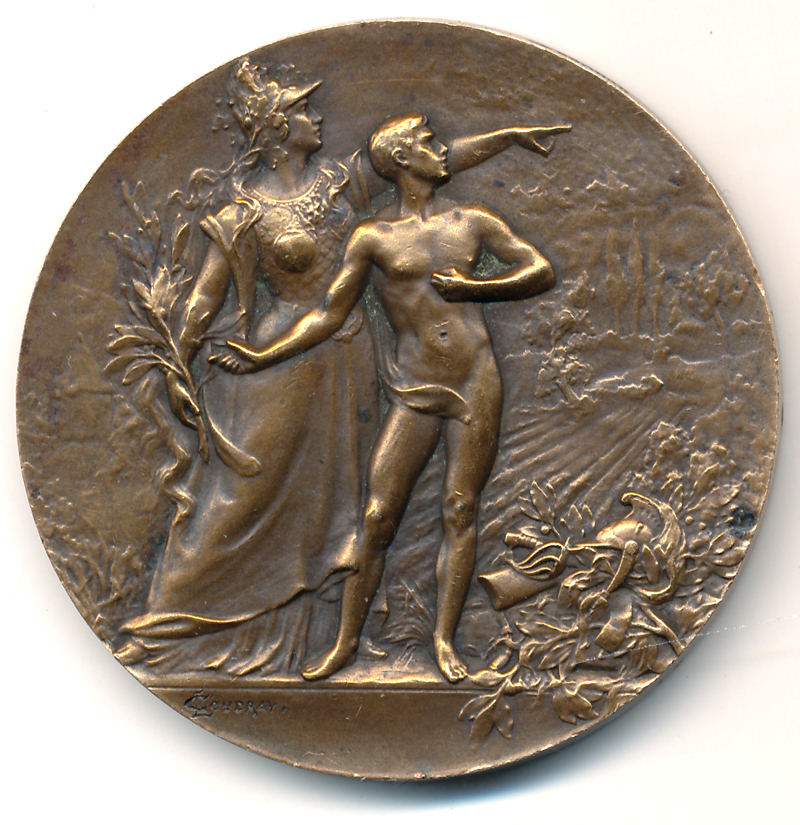
Les sports (1902), médaille en bronze, 50 mm.